# Belmont City
Koordinaten: 31° 57′ S, 115° 55′ O

Die City of Belmont ist ein lokales Verwaltungsgebiet (LGA) im australischen Bundesstaat Western Australia. Belmont gehört zur Metropole Perth, der Hauptstadt von Western Australia. Das Gebiet ist 40 km² groß und hat etwa 40.000 Einwohner (2016).
Belmont liegt südlich des Swan River etwa 6 km östlich des Stadtzentrums von Perth. Das Gebiet umfasst die Stadtteile Ascot, Belmont, Cloverdale, Kewdale, Redcliffe und Riverdale sowie Perth Airport. Der Sitz des City Councils befindet sich im Stadtteil Belmont in der Westhälfte der LGA, wo etwa 6750 Einwohner leben.

## Verwaltung
Der Belmont Council hat 11 Mitglieder. Sie werden von den Bewohnern der vier Wards (je drei aus East, South, West und zwei aus dem Central Ward) gewählt. Aus dem Kreis der Councillor rekrutiert sich auch der Vorsitzende und Mayor (Bürgermeister) des Councils.